# Monok
Monok è un comune dell'Ungheria di 1.742 abitanti (2001). È situato nella contea di Borsod-Abaúj-Zemplén.